# Božidar Đurković
Božidar Đurković (* 4. Januar 1972 in Subotica) ist ein ehemaliger serbischer Fußballspieler.

## Karriere

### Jugoslawien / Serbien
Đurković gehörte 19-jährig der ersten Mannschaft des FK Spartak Subotica an, für die er die Saison 1991/92 und 1992/93 in der Prva Liga, der höchsten Spielklasse im jugoslawischen Fußball, spielte. Seine letzte Saison, 1993/94, spielte er in der Prva liga SR Jugoslavije, der höchsten Spielklasse in der Bundesrepublik Jugoslawien. In der in zwei Gruppen ausgetragenen Meisterschaft, belegte er mit seiner Mannschaft den zweiten Platz in der Gruppe B und nahm infolgedessen an der im Frühjahr ausgetragenen Meisterrunde teil, die die Mannschaft als Fünftplatzierter abschloss.
In der Folgesaison spielte er für den FK Vojvodina, mit dem er die Gruppe A als Sieger abschloss und ebenfalls an der Meisterrunde teilnahm, die die Mannschaft als Drittplatzierter abschloss. In der Folgesaison belegte seine Mannschaft erneut den dritten Platz, wie auch in der Meisterrunde und am Saisonende 1996/97.

### Bulgarien / Portugal
Nach der Saison wechselte er zum bulgarischen Erstligisten und amtierenden Meister ZSKA Sofia, für den er die Saison 1997/98 absolvierte und diese lediglich als Drittplatzierter beendete.
Nach Portugal gelangt, bestritt er 1998/99 neun Punktspiele für Vitória Guimarães in der erstklassigen Primeira Divisão, für den er am 21. September 1998 (4. Spieltag) beim 5:1-Sieg im Heimspiel gegen Sporting Braga debütierte.

### Serbien / Deutschland
In seine Heimat zurückgekehrt spielte er die Saison 1999/2000 schließlich für den OFK Belgrad, bevor er nach Deutschland gelangt, vom 1. FC Union Berlin unter Vertrag genommen wurde.
In Berlin blieb er zwei Jahre und trug zunächst mit 28 Punktspielen, in denen er drei Tore erzielte, zur Meisterschaft in der neu strukturierten und nur noch in der in zwei Staffeln ausgetragenen seinerzeit drittklassigen Regionalliga Nord und dem damit verbundenen Aufstieg in die 2. Bundesliga bei. In dieser Spielklasse bestritt er 21 Punktspiele. Sein Debüt gab er am 30. Juli 2001 (1. Spieltag) beim 1:1-Unentschieden im Heimspiel gegen Hannover 96, sein einziges Tor erzielte er am 10. März 2002 (26. Spieltag) beim 2:2-Unentschieden im Heimspiel gegen Eintracht Frankfurt mit dem Treffer zum Endstand in der 86. Minute.
Ferner bestritt er von 2000 bis 2002 fünf Spiele im DFB-Pokal-Wettbewerb, in dem er in der Spielzeit 2000/01 allein vier bestritt und mit dem 1. FC Union gar das Endspiel erreichte. Das am 26. Mai 2001 im Berliner Olympiastadion vor 73.011 Zuschauern ausgetragene Finale gegen den FC Schalke 04 wurde mit 0:2 verloren. Zuvor erzielte er im Achtelfinale gegen den SSV Ulm 1846 und im Halbfinale gegen Borussia Mönchengladbach jeweils ein Tor sowie zuletzt am 28. November 2001 beim 3:0-Zweitrundensieg beim SSV Ulm 1846 in der Folgesaison.

### Serbien / Russland
Erneut in seine Heimat zurückgekehrt, spielte er abermals für den OFK Belgrad, von 2002 bis 2004 in der Prva liga Srbije i Crne Gore, der höchsten serbisch-montenegrinischen Spielklasse.
Die Spielzeiten 2004 und 2005 spielte er für den russischen Verein Arsenal Tula in der zweitklassigen 1. Fußball-Division.

### Serbien
Mit FK Smederevo, FK Javor Ivanjica und FK BASK folgten drei serbische Vereine, für die er jeweils eine Saison lang aktiv war. Für den erstgenannten Verein spielte er noch in der höchsten Spielklasse, für FK Javor Ivanjica in der zweitklassigen serbischen Prva Liga und für den FK BASK in der drittklassigen Srpska Liga Belgrad, eine von vier Sektionen in der Serbischen Liga.

## Erfolge
- DFB-Pokal-Finalist 2001
- Meister der Regionalliga Nord 2001 und Aufstieg in die 2. Bundesliga 2001